# Dampskibsselskabet Thingvalla
Thingvalla var et dansk rederi stiftet af C.F. Tietgen i 1880 som havde hovedsæde i København. Omkring 1900 var det et af de dominerende rederier, som sejlede skandinaviske udvandrede til USA. 
Under Thingvallas flag sejlede i alt ti skibe mellem København og New York. 
Rederiet ramtes af gentagne ulykker. Den 14. august 1888 kolliderede rederiets S/S Thingvalla med rederiets S/S Geiser udenfor Sable Island. Geiser sank indenfor fem minutter og 118 personer omkom.
Den 3. januar 1890 løb S/S Norge (tidligere "Pieter de Coninck") i tæt tåge på grund i Oslofjorden.[kilde mangler]
Der skete ingen dødsofre, men skibet slog læk og passagerne måtte fordeles på to andre skibe. Den 2.august samme år kolliderede S/S Norge i New Yorks havn med Advance. S/S Norge ramte og sænkede fiskerbåden Coquette 20. august 1898 ved de store banker, sydvest for Newfoundland, hvorved 16 af de 25 fiskere som var ombord omkom.[kilde mangler]
S/S "Danmark" forlist 4. april 1899 (en) uden tab af menneskeliv.
I 1898 overtog Det Forenede Dampskibs-Selskab (DFDS) rederiet og dets aktiver under navnet Scandinavian America Line.
I perioden fra 1873 og frem til 1880 stiftede C.F. Tietgen mange traditionelle infrastrukturelle selskaber, såsom Esbjerg havn, Kolding-Esbjerg Tværbanen, Østsjællands Jernbane, Lolland-Falster Banen og ikke mindst Thingvalla.
En beretning om atlanterhavnssejlads med Thingvallas S/S Norge i 1890'erne finder man i Johannes V. Jensens bog Fra Fristaterne.